# Las Białołęka Dworska
Las Białołęka Dworska – kompleks leśny w północno-wschodniej części Warszawy, w dzielnicy Białołęka, na terenie osiedla Białołęka Dworska. 
Jest czwartym pod względem wielkości lasem na terenie miasta. Zajmuje obszar ok. 250 hektarów. 

## Opis
Od północnego zachodu graniczy z lasami Choszczówki, od północy z lasami legionowskimi. Wraz z lasem Choszczówki wchodzi w skład Leśnego Kompleksu Promocyjnego Warszawa, który podlega pod Nadleśnictwo Jabłonna wchodzące w skład Regionalnej Dyrekcji Lasów Państwowych Warszawa. 
Las Białołęka Dworska to siedlisko borowe z dominacją drzewostanu sosnowego i domieszką brzozy w wieku 30-50 lat. Na terenie lasu spotyka się także inne gatunki drzew, m.in. dąb szypułkowy. Jego charakterystyczną cechą jest położenie znacznej części lasu na naturalnych wydmach śródlądowych. Jest siedliskiem wielu gatunków zwierząt i roślin. Do najważniejszych przedstawicieli ssaków należą lisy, dziki, sarny oraz zające. Coraz częściej okoliczne lasy odwiedzane są również przez gatunki występujące w rejonie Puszczy Kampinoskiej, takie jak łosie i borsuki. Wśród ptaków spotkać można będącego pod ochroną dzięcioła czarnego. Często spotykane są wilgi, drozdy oraz sójki. Rzadziej zaobserwować można jastrzębia oraz kruki. Z gadów nierzadko natknąć można się na padalca. Występuje tam wiele gatunków grzybów, w tym borowiki, maślaki oraz podgrzybki.
Przed II wojną światową na tym terenie dużą popularnością cieszyło się narciarstwo. Ze szlaków narciarskich korzystali przyjezdni z Warszawy oraz okolic. Na wzór górskich szlaków turystycznych wytyczone były szlaki narciarskie (łatwiejsze i trudniejsze), które prowadziły przez okoliczne wzniesienia aż do wsi Grabina czy Józefów koło Rembelszczyzny. Od  wiosny do jesieni przyjeżdżały tam drużyny harcerskie, organizujące wycieczki oraz urządzające biwaki. 
W roku 1944 na terenie kompleksu leśnego oraz na terenach pobliskich osiedli Płudy i Białołęka Dworska rozegrała się bitwa pancerna pomiędzy nacierającą od strony Radzymina Armią Czerwoną, a wycofującymi się jednostkami niemieckimi. Osiedli broniły elitarna niemiecka 19 Dywizja Pancerna i oddziały 3 Dywizji Pancernej SS "Totenkopf" IV Korpusu Pancernego SS. Po wojnie pozostało tam wiele sprzętu wojskowego, a także wraki pojazdów opancerzonych i czołgów. Jeden z ostatnich – znajdujący się w pobliżu ulicy Lidzbarskiej wrak niemieckiego czołgu Pantera – został  prawdopodobnie pocięty i przetopiony na stal w Hucie Warszawa w połowie lat 70.